# Китово (Бєжаницький район)
Китово (рос. Китово) — присілок в Бєжаницькому районі Псковської області Російської Федерації.
Населення становить 41 особу. Входить до складу муніципального утворення Бєжаницьке муніципальне утворення.

## Історія
Від 2005 року входить до складу муніципального утворення Бєжаницьке муніципальне утворення.

## Населення
| 2001 | 2002 | 2010 |
| ---- | ---- | ---- |
| 78   | ↘75  | ↘41  |